# Meinrad Inglin
Meinrad Inglin (ur. 28 lipca 1893 w Schwyz, zm. 4 grudnia 1971 tamże) – szwajcarski pisarz tworzący w języku niemieckim.
Jest autorem wielu opowiadań, m.in. Die Lawine (1947) i powieści, m.in. Der Schweizerspiegel (1938), realistycznej sagi rodzinnej przedstawiającej antagonizmy pokoleniowe na tle życia Szwajcarii początku XX w., i autobiograficznej powieści rozwojowej Werner Amberg (1949). Tematami jego twórczości są m.in. naród i jego tożsamość oraz jedność przyrody i człowieka zagrożonego przez cywilizację techniczną (powieści Die graue March z 1935 (nowa wersja 1956) oraz Urwang z 1954). Laureat Grosser Schillerpreis (1948) i Nagrody im. Gottfrieda Kellera (1965)